# Виноградов, Иван Павлович (краевед)
Ива́н Па́влович Виногра́дов (1854, Владимирская губерния — 1925, Кострома) — русский педагог, краевед, переводчик.

## Биография
Родился 3 (15) мая 1854 года в крестьянской семье в селе Заболотье Переславского уезда Владимирской губернии.
Образование получил во Владимирской духовной семинарии, по окончании IV класса которой поступил в Варшавский университет. Изучал древнегреческий, латинский, польский, немецкий, церковно-славянский языки, музейное и архивное дело.
После окончания Варшавского университета с 1878 года работал учителем истории в Александровской гимназии и в высших классах женской гимназии в Вязьме. Описал историю Александровской гимназии к её 25-летию, издал в «Смоленских епархиальных ведомостях» за 1882 год вяземские Писцовые книги князя И. Ф. Волконского за 1627 год, собирал археологические и этнографические материалы, являлся одним из основателей Смоленского архива и исторического музея в Вязьме. Главным трудом его 17-летней работы в Вязьме стал «Исторический очерк города Вязьмы с древнейших времен до XVII века» (включительно) с приложением плана города 1779 г., родословной князей Вяземских, описания древней крепости и др.».
В 1896—1900 годах состоял на должности инспектора народных училищ Тверской губернии.
В 1900—1902 годах директор учительской семинарии в Торжке.
С 1902 года — директор народных училищ Костромы.
С 1917 года — инспектор Костромского областного отдела народного образования.
Умер 9 ноября 1925 года.